# Neasden (London Underground)

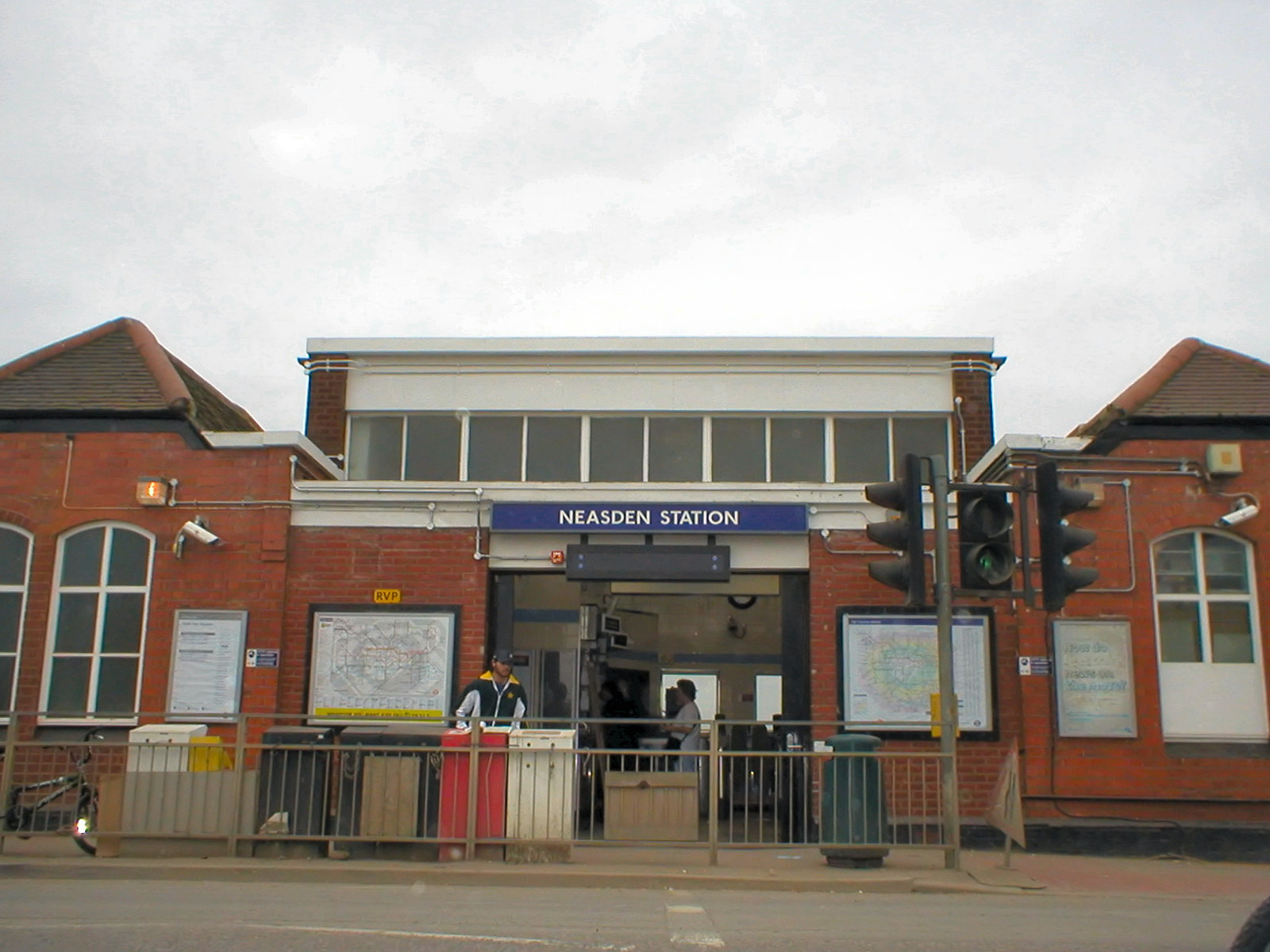
Stationsgebäude

Neasden ist eine oberirdische Station der London Underground im Stadtbezirk London Borough of Brent. Sie liegt in der Travelcard-Tarifzone 3 an der Neasden Lane. Die von der Jubilee Line bediente Station wurde im Jahr 2014 von 3,41 Millionen Fahrgästen genutzt. Etwa einen halben Kilometer weiter westlich befindet sich eine der Betriebswerkstätten der Metropolitan Line.
Die Eröffnung der Station erfolgte am 2. August 1880 durch die Metropolitan Railway (Vorgängergesellschaft der Metropolitan Line). Zu Beginn hieß die Station Kingsbury and Neasden; sie wurde am 1. Januar 1910 in Neasden and Kingsbury umbenannt und schließlich am 1. Januar 1932 in Neasden, um Verwechslungen mit der Station Kingsbury auszuschließen.
Ab 20. November 1939 hielten hier auch Züge der Bakerloo Line, die den Verkehr auf der Stanmore-Zweigstrecke übernahmen. Der Parallelverkehr währte jedoch nur einige Monate. Um eine Beschleunigung und Entflechtung zu ermöglichen, passieren Züge der Metropolitan Line seit dem 7. Dezember 1940 diese Station ohne Halt. Am 1. Mai 1979 übernahm die neu eröffnete Jubilee Line den Verkehr der Bakerloo Line.